# Сент-Джон, Джеймс

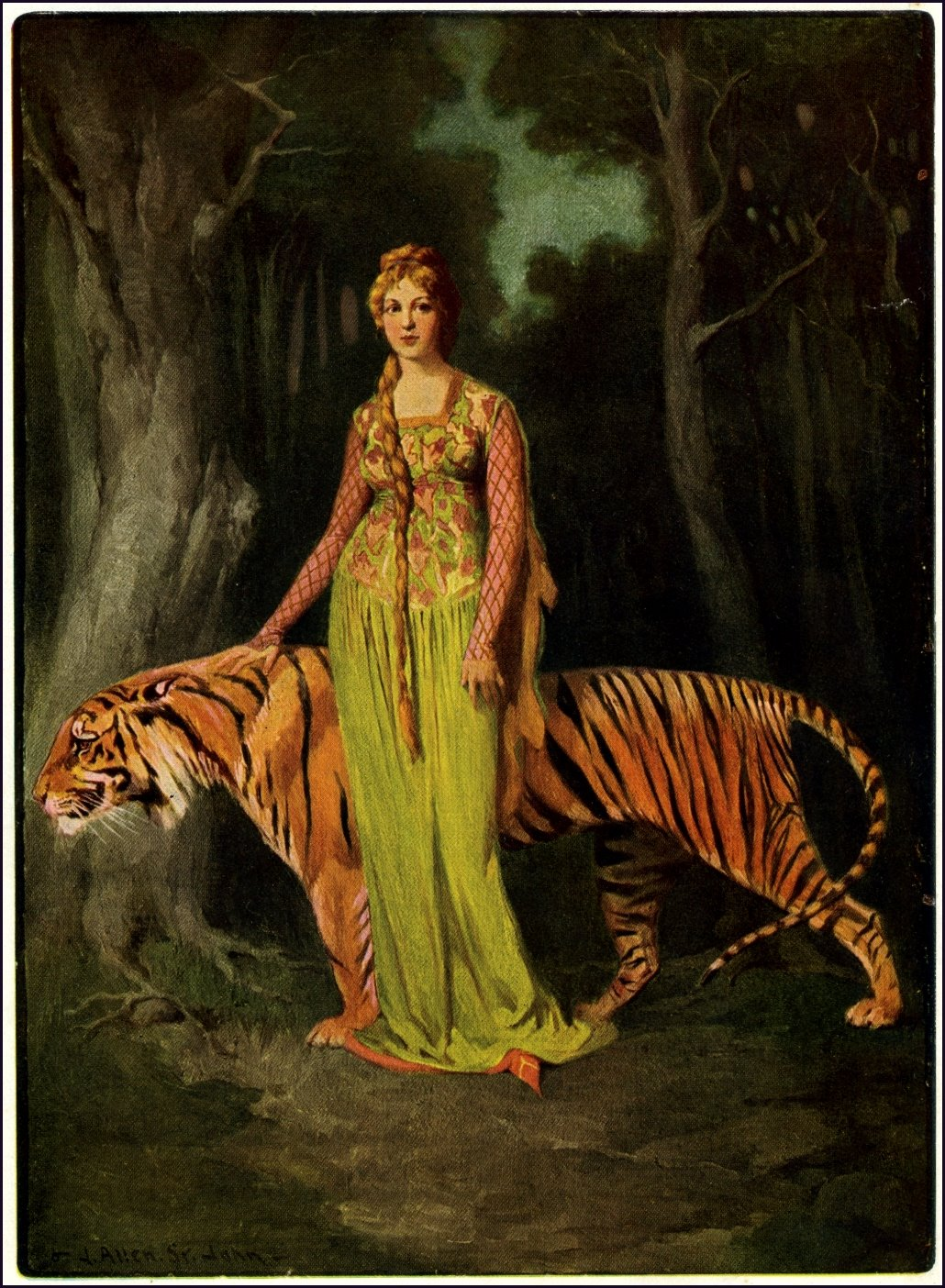
Фронтиспис к изданию «Лицо в бассейне» 1905 года, написанному и иллюстрированному Дж. Алленом Сент-Джоном, опубликованному AC McClurg & Co.

Джеймс Аллен Сент-Джон (1 октября 1872 — 23 мая 1957) — американский писатель, художник, иллюстратор. Его особенно помнят за иллюстрации к романам Эдгара Райса Берроуза, хотя он иллюстрировал самые разные произведения многих авторов. Преподавал в Чикагском институте искусств и в Американской академии художеств . Многие считают его «крестным отцом современного фэнтези-арта». Его самыми известными учениками были Рой Кренкель, Гарольд У. Макколи и Фрэнк Фразетта, последний из которых также был назван мэтром жанра.
Художественная карьера Сент-Джона началась в 1898 году. Он учился в Лиге студентов-художников Нью-Йорка, в которую входили Уильям Мерритт Чейз, Ф. В. Дю Монд, Джордж де Форест Браш, Х. Сиддонс Моубрей, Кэрол Беквит и Кенийка Кокс. Затем последовали его первые коммерческие отношения с New York Herald. В этот период он провёл время в Париже с 1906 по 1908 год в Академии Жюлиана, затем переехал в Чикаго примерно в 1912 году и в конечном итоге до своей смерти жил в художественной колонии Tree Studios. Находясь в Чикаго, он близко подружился с художником Луи Греллем. Здесь он начал свою работу с издательством AC McClurg &amp; Co., хотя он уже выпустил свою самую известную работу для этого издательства ещё в 1905 году, «Лицо в бассейне», которую он сам написал и проиллюстрировал.